# Pany tubular

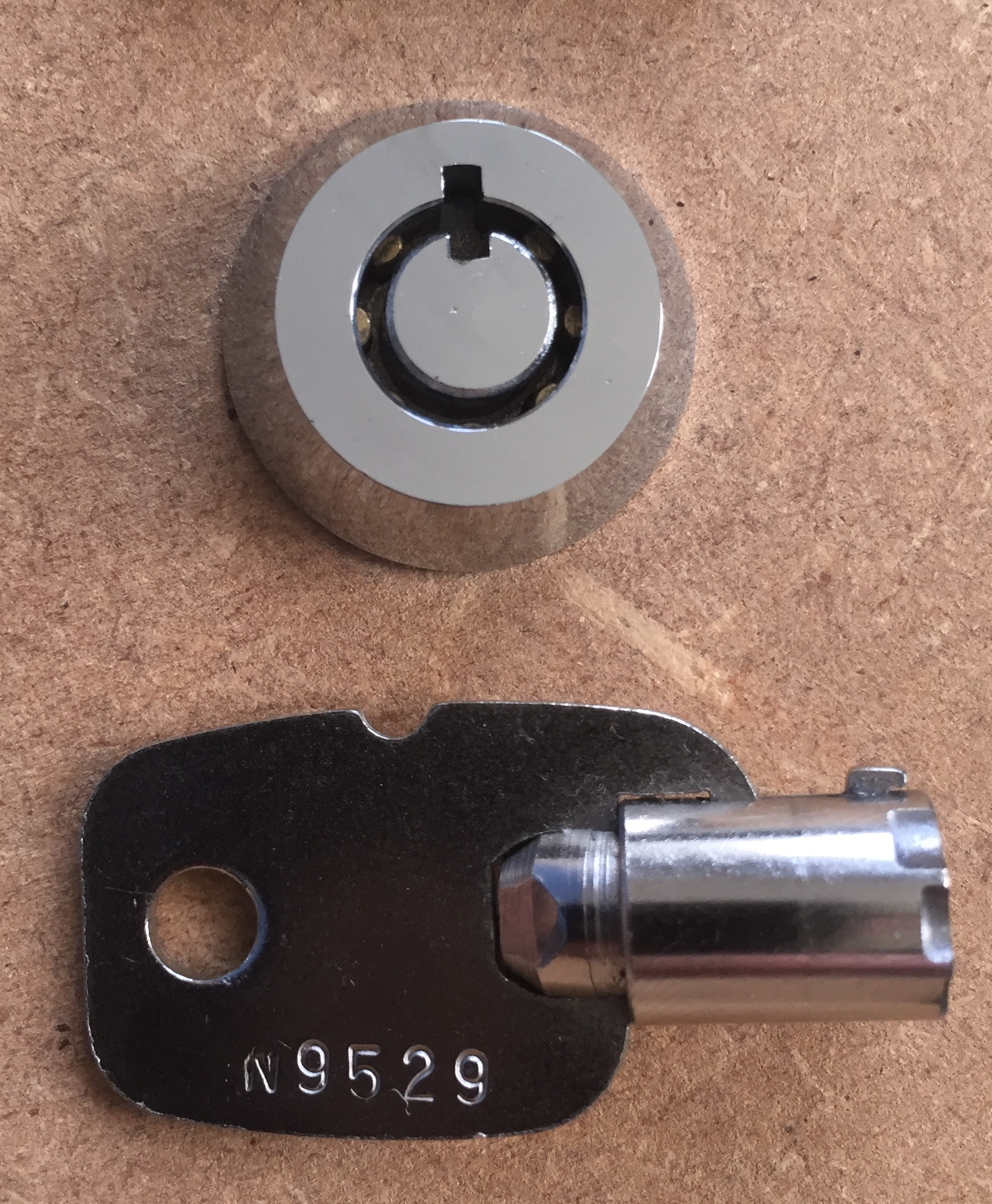
Un pany tubular i clau

Un pany tubular, pany circular de pins, pany radial o també conegut com amb la marca registrada Ace lock popularitzada pel fabricant Chicago Lock Company des de 1933, és una variant dels panys de bombí en què una sèrie de passadors estan disposats amb un patró circular, i la clau corresponent té unaforma de tub cilíndric. La majoria dels panys utilitzen entre sis i vuit pins, encara que alguns n'utilitzen només quatre i altres fins a deu. Els dispositius s'han utilitzat àmpliament en màquines expenedores, ascensors, ordinadors i cadenats de bicicleta.

## Disseny
El disseny d'un pany tubular és semblant al pany de tambor, ja que hi ha diverses piles de passadors. La clau és una forma de cilindre amb osques tallades al voltant de la vora exterior o (rarament) interior. Cadascuna d'aquestes osques empeny un sol passador dins del pany fins a una alçada específica que permet que el cilindre del pany giri lliurement.
Els panys tubulars s'acostumen a veure en els panys de bicicletes (com el pany Kryptonite), els panys d'ordinador Kensington, alguns ascensors i una àmplia varietat de dispositius 
Sovint que els panys tubulars es consideren més segurs i més resistents a l'espanyament que els panys estàndard. Això és principalment perquè molt sovint es veuen instal·lats a les caixes de monedes de les màquines expenedores o altres màquines que funcionen amb monedes, com les que s'utilitzen en una bugaderia. Però,cal tenir en compte que la raó principal per la qual s'utilitza aquest tipus de pany en aquestes aplicacions és que es pot fer físicament més curt que altres panys.

## Vulnerabilitats
Aquests panys es poden espanyar amb un pany tubular especial amb un mínim d'esforç en molt poc temps; també és possible derrotar-los perforant amb una broca de serra de forat. Els diàmetres estàndard del bloc del bombí són 0.375 in (9.5 mm) i 0.394 in (10.0 mm). Per evitar l'espanyament, molts panys tubulars tenen el bombí central fet d'acer endurit o porten un coixinet de boles en el passador central.
Alguns panys tubulars, com els que s'utilitzen en models antics de panys de bicicletes de la marca Kryptonita, es poden obrir amb la part posterior d'un bolígraf.